# إسينتاليسبيتز
إسينتاليسبيتز (بالإنجليزية: Isentällispitz)‏ هو أحد جبال سلسلة جبال الألب سيلفريتا وجزء من القمة الأم بيز لينارد يقع في كانتون غراوبوندن، سويسرا. يبلغ ارتفاع الجبل حوالي 2873 متر، بينما يبلغ ارتفاع نتوء الجبل 384 متر، وقد سجل أول وصول لقمة الجبل عام 1892.